# Terrou
Terrou est une commune française, située dans le nord-est du département du Lot en région Occitanie.
Elle est également dans la Limargue, une région naturelle occupant une dépression verdoyante entre les causses du Quercy et le Ségala quercynois.
Exposée à un climat océanique altéré, elle est drainée par la Bave, le ruisseau de Frèzes et par divers autres petits cours d'eau. Incluse dans le bassin de la Dordogne, la commune possède un patrimoine naturel remarquable composé de trois zones naturelles d'intérêt écologique, faunistique et floristique.
Terrou est une commune rurale qui compte 175 habitants en 2022, après avoir connu un pic de population de 1 264 habitants en 1861.  Ses habitants sont appelés les Terronais ou  Terronaises.

## Géographie
Cette commune du Quercy est située sur la Bave.

### Communes limitrophes
Les communes limitrophes sont  Espeyroux, Gorses, Labathude, Ladirat, Molières, Saint-Maurice-en-Quercy et Saint-Médard-Nicourby.
|           | Ladirat                 |                                  |
| Molières  | Terrou                  | Gorses                           |
| Espeyroux | Saint-Maurice-en-Quercy | Saint-Médard-Nicourby, Labathude |

### Climat
Pour des articles plus généraux, voir Climat de l'Occitanie et Climat du Lot.
En 2010, le climat de la commune est de type climat océanique altéré, selon une étude s'appuyant sur une série de données couvrant la période 1971-2000. En 2020, Météo-France publie une typologie des climats de la France métropolitaine dans laquelle la commune est exposée à un climat de montagne ou de marges de montagne et est dans la région climatique Ouest et nord-ouest du Massif Central, caractérisée par une pluviométrie annuelle de 900 à 1 500 mm, maximale en automne et en hiver.
Pour la période 1971-2000, la température annuelle moyenne est de 11,8 °C, avec une amplitude thermique annuelle de 15,5 °C. Le cumul annuel moyen de précipitations est de 1 207 mm, avec 12,3 jours de précipitations en janvier et 7,2 jours en juillet. Pour la période 1991-2020, la température moyenne annuelle observée sur la station météorologique la plus proche, située sur la commune de Latronquière à 8 km à vol d'oiseau, est de 11,0 °C et le cumul annuel moyen de précipitations est de 1 361,3 mm,. Pour l'avenir, les paramètres climatiques de la commune estimés pour 2050 selon différents scénarios d’émission de gaz à effet de serre sont consultables sur un site dédié publié par Météo-France en novembre 2022.

### Milieux naturels et biodiversité

#### Espaces protégés
La protection réglementaire est le mode d’intervention le plus fort pour préserver des espaces naturels remarquables et leur biodiversité associée,.
La commune fait partie de la zone de transition du bassin de la Dordogne, un territoire d'une superficie de 1 880 258 ha reconnu réserve de biosphère par l'UNESCO en juillet 2012,.

#### Zones naturelles d'intérêt écologique, faunistique et floristique
L’inventaire des zones naturelles d'intérêt écologique, faunistique et floristique (ZNIEFF) a pour objectif de réaliser une couverture des zones les plus intéressantes sur le plan écologique, essentiellement dans la perspective d’améliorer la connaissance du patrimoine naturel national et de fournir aux différents décideurs un outil d’aide à la prise en compte de l’environnement dans l’aménagement du territoire.
Deux ZNIEFF de type 1 sont recensées sur la commune :
le « coteau du Champs de Lafage » (9 ha) et 
les « prairies humides et rivière de la Bave » (141 ha), couvrant 11 communes du département
et une ZNIEFF de type 2, : 
le « bassin de la Bave » (8 075 ha), couvrant 22 communes dont une dans le Cantal et 21 dans le Lot.

Cartes des ZNIEFF de type 1 et 2 à Terrou.
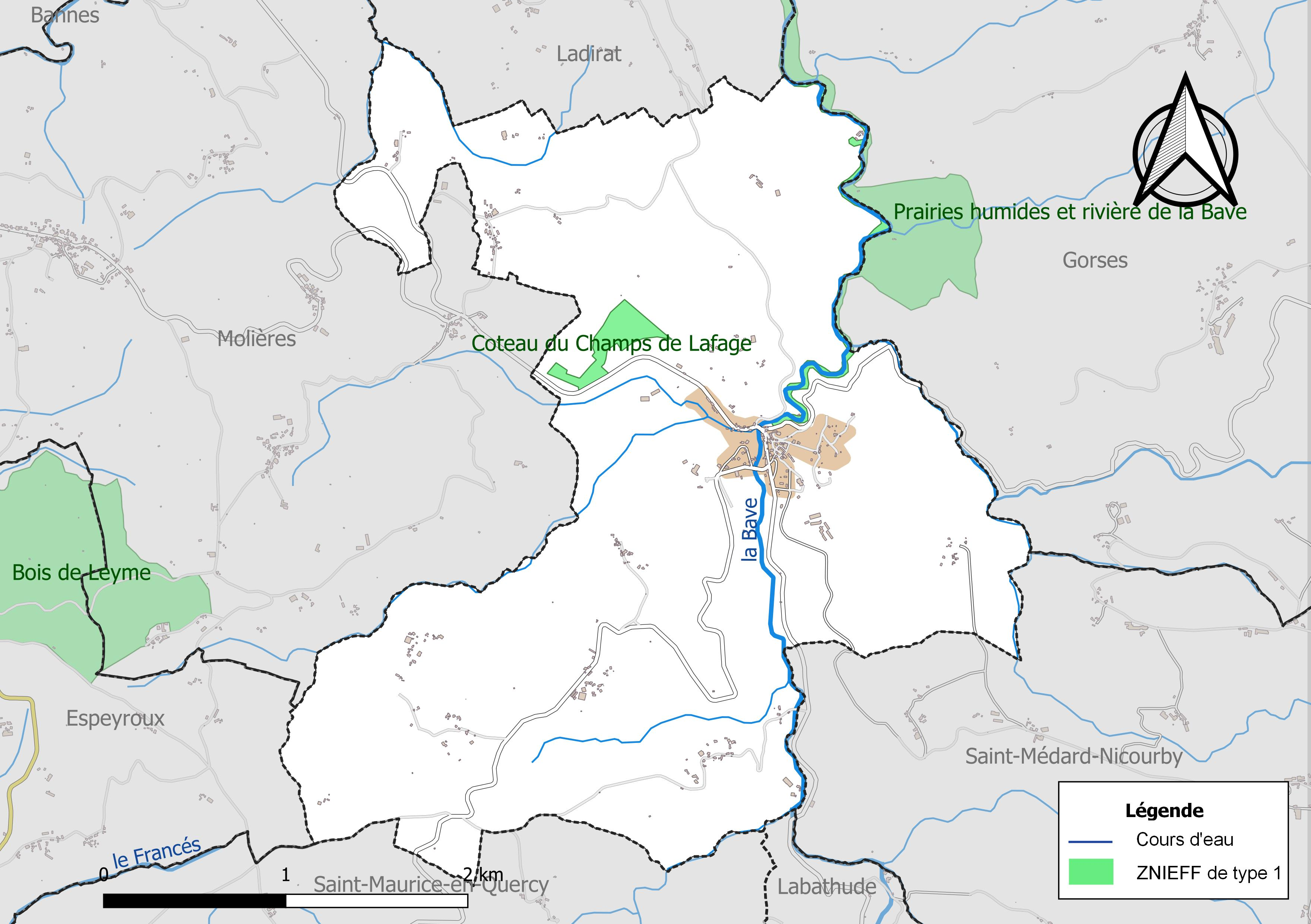
Carte des ZNIEFF de type 1 sur la commune.
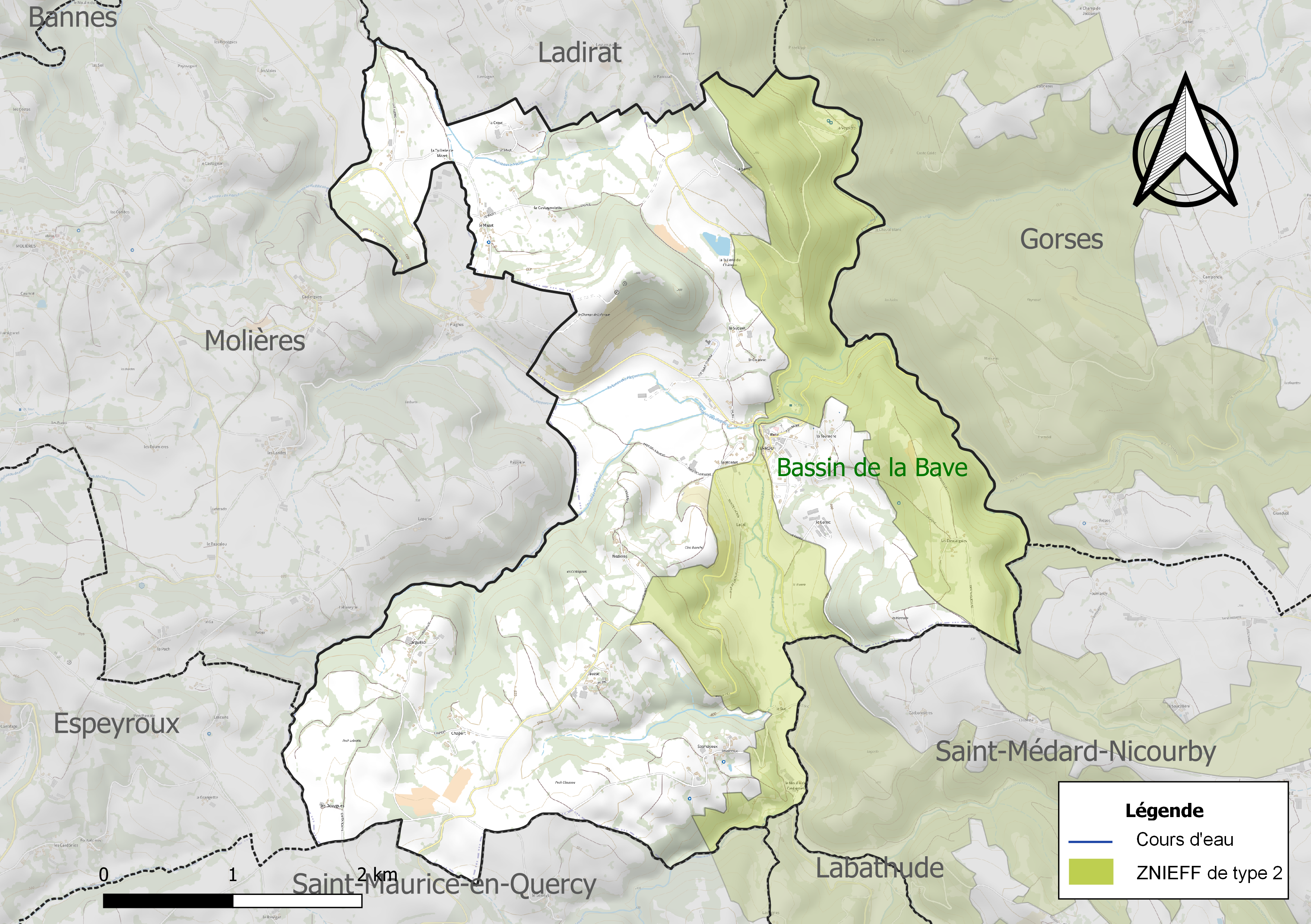
Carte de la ZNIEFF de type 2 sur la commune.

## Urbanisme

### Typologie
Au 1er janvier 2024, Terrou est catégorisée commune rurale à habitat très dispersé, selon la nouvelle grille communale de densité à sept niveaux définie par l'Insee en 2022.
Elle est située hors unité urbaine et hors attraction des villes,.

### Occupation des sols
L'occupation des sols de la commune, telle qu'elle ressort de la base de données européenne d’occupation biophysique des sols Corine Land Cover (CLC), est marquée par l'importance des territoires agricoles (55,8 % en 2018), en augmentation par rapport à 1990 (50 %). La répartition détaillée en 2018 est la suivante : 
forêts (41,7 %), prairies (34,3 %), zones agricoles hétérogènes (21,6 %), zones urbanisées (2,5 %). L'évolution de l’occupation des sols de la commune et de ses infrastructures peut être observée sur les différentes représentations cartographiques du territoire : la carte de Cassini (XVIIIe siècle), la carte d'état-major (1820-1866) et les cartes ou photos aériennes de l'IGN pour la période actuelle (1950 à aujourd'hui).

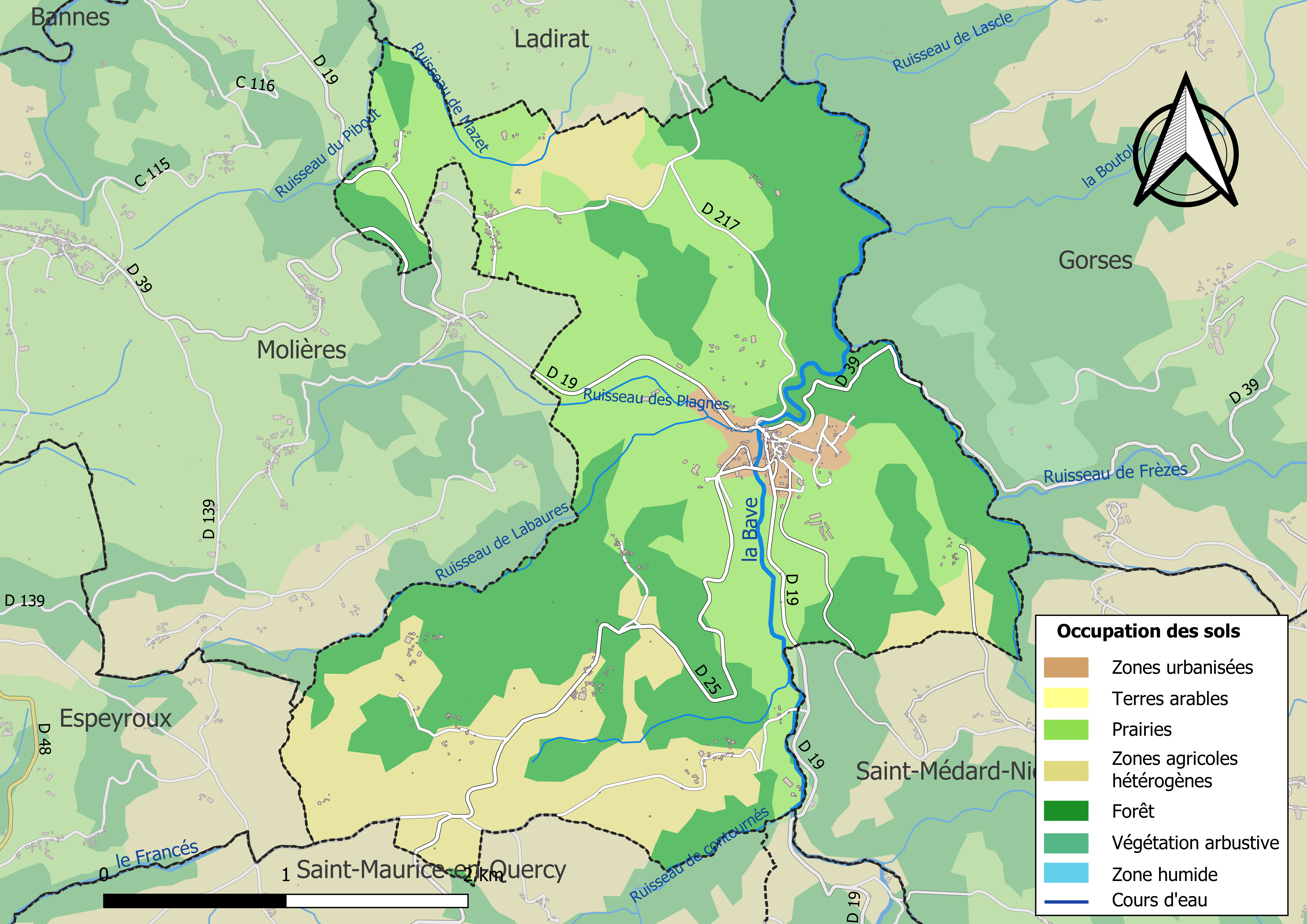
Carte des infrastructures et de l'occupation des sols de la commune en 2018 (CLC).

### Risques majeurs
Le territoire de la commune de Terrou est vulnérable à différents aléas naturels : météorologiques (tempête, orage, neige, grand froid, canicule ou sécheresse), inondations, feux de forêts, mouvements de terrains et séisme (sismicité très faible). Il est également exposé à un risque particulier : le risque de radon. Un site publié par le BRGM permet d'évaluer simplement et rapidement les risques d'un bien localisé soit par son adresse soit par le numéro de sa parcelle.

#### Risques naturels
Certaines parties du territoire communal sont susceptibles d’être affectées par le risque d’inondation par débordement de cours d'eau, notamment la Bave. La cartographie des zones inondables en ex-Midi-Pyrénées réalisée dans le cadre du XIe Contrat de plan État-région, visant à informer les citoyens et les décideurs sur le risque d’inondation, est accessible sur le site de la DREAL Occitanie. La commune a été reconnue en état de catastrophe naturelle au titre des dommages causés par les inondations et coulées de boue survenues en 1982, 1999 et 2000,.
Terrou est exposée au risque de feu de forêt. Un plan départemental de protection des forêts contre les incendies a été approuvé par arrêté préfectoral le 30 novembre 2015 pour la période 2015-2025. Les propriétaires doivent ainsi couper les broussailles, les arbustes et les branches basses sur une profondeur de 50 mètres, aux abords des constructions, chantiers, travaux et installations de toute nature, situées à moins de 200 mètres de terrains en nature
de bois, forêts, plantations, reboisements, landes ou friches. Le brûlage des déchets issus de l’entretien des parcs et jardins des ménages et des collectivités est interdit. L’écobuage est également interdit, ainsi que les feux de type méchouis et barbecues, à l’exception de ceux prévus dans des installations fixes (non situées sous couvert d'arbres) constituant une dépendance d'habitation.

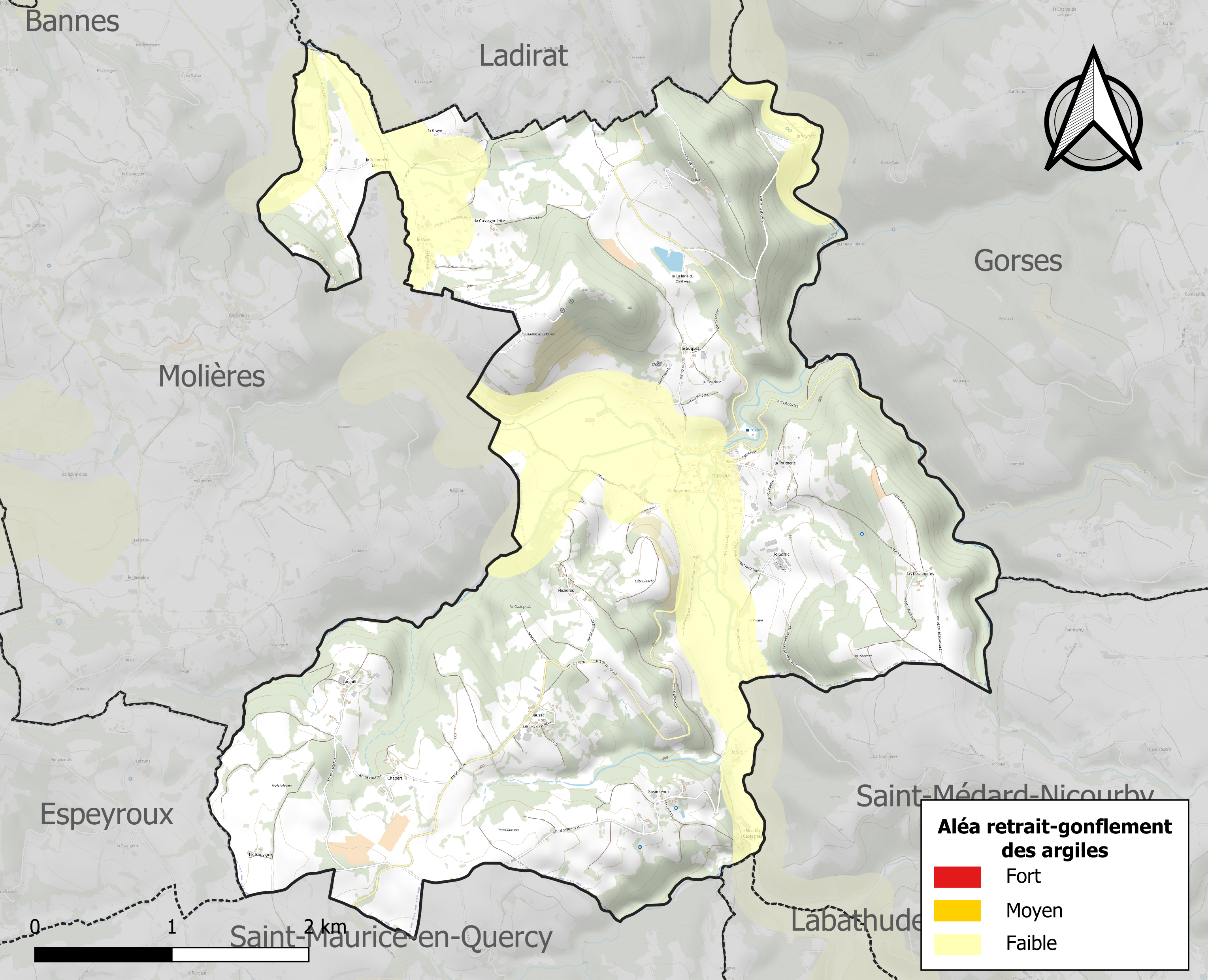
Carte des zones d'aléa retrait-gonflement des sols argileux de Terrou.

Les mouvements de terrains susceptibles de se produire sur la commune sont des éboulements, chutes de pierres et de blocs et des glissements de terrain.
Le retrait-gonflement des sols argileux est susceptible d'engendrer des dommages importants aux bâtiments en cas d’alternance de périodes de sécheresse et de pluie. 0 % de la superficie communale est en aléa moyen ou fort (67,7 % au niveau départemental et 48,5 % au niveau national). Sur les 121 bâtiments dénombrés sur la commune en 2019, 0 sont en aléa moyen ou fort, soit 0 %, à comparer aux 72 % au niveau départemental et 54 % au niveau national. Une cartographie de l'exposition du territoire national au retrait gonflement des sols argileux est disponible sur le site du BRGM,.
Par ailleurs, afin de mieux appréhender le risque d’affaissement de terrain, l'inventaire national des cavités souterraines permet de localiser celles situées sur la commune.
Concernant les mouvements de terrains, la commune a été reconnue en état de catastrophe naturelle au titre des dommages causés par des mouvements de terrain en 1999.

#### Risque particulier
Dans plusieurs parties du territoire national, le radon, accumulé dans certains logements ou autres locaux, peut constituer une source significative d’exposition de la population aux rayonnements ionisants. Certaines communes du département sont concernées par le risque radon à un niveau plus ou moins élevé. Selon la classification de 2018, la commune de Terrou est classée en zone 3, à savoir zone à potentiel radon significatif.

## Toponymie
Le toponyme Terrou est basé soit sur l'Hydronyme occitan Teron issu du pré-indo-européen tor qui désigne une fontaine ou une source, soit sur Oronyme occitan terron qui désigne une parcelle de terre.

## Histoire

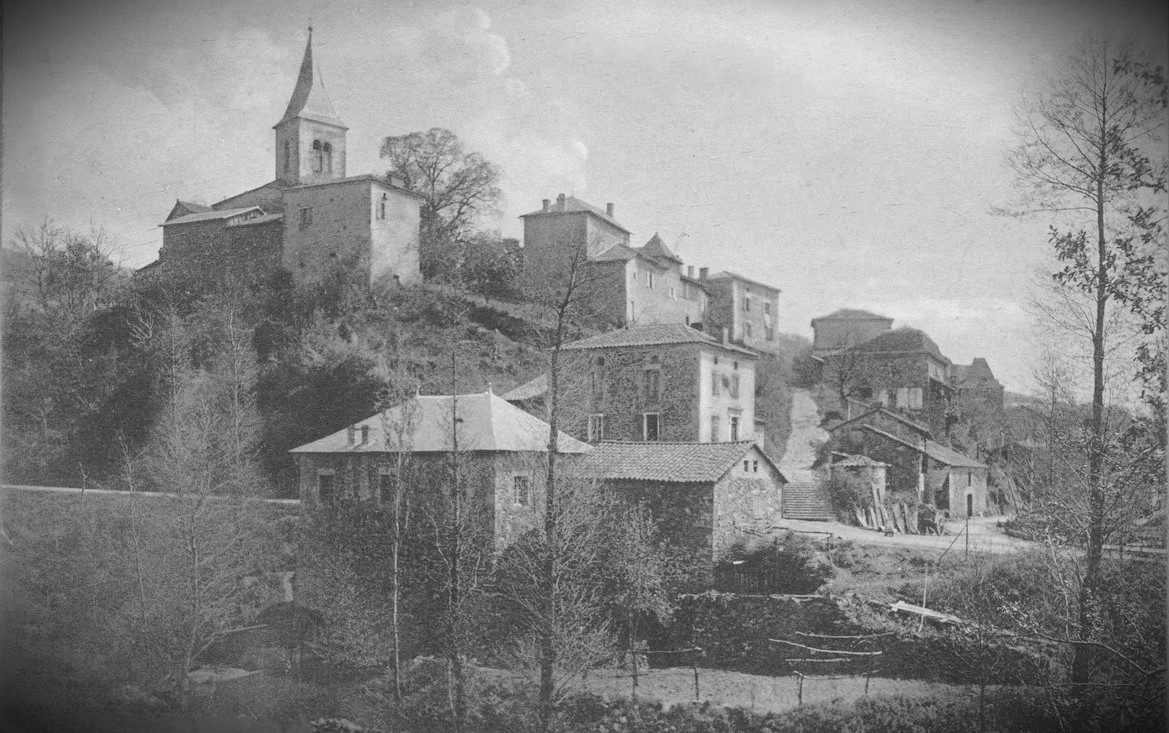
Terrou entre la fin du XIXe et le début du XXe siècle.

Le 11 mai 1944, un détachement de cinq chenillettes de la 2e division SS Das Reich provenant de Gorses met le feu avec des balles incendiaires à cinquante hectares de forêts. Les soldats entrent dans Terrou, barrent les routes et pillent les maisons. Ils interrogent les seuls femmes, enfants et vieillards qu'ils trouvent sur place pour recueillir des renseignements sur les maquisards. Vers midi, quelques soldats, qui cherchent en vain le maire et le curé, bombardent avec des canons de 77 mm le hameau de las Descargues. La troupe reprend ensuite la route vers Figeac,.
Le 1er juin 1944 au soir, des maquisards en voiture annoncent que des Allemands se dirigent vers le village. Les hommes disparaissent dans les forêts environnantes. Le lendemain matin, un premier convoi passe sans s'arrêter, mais à 9 heures un second s'arrête. Les soldats SS de la division Das Reich font sortir la directrice de l'école privée puis incendient et détruisent systématiquement la trentaine de maisons du village qui brûle toute la journée,.
Le village a reçu en septembre 1945 la médaille de la Résistance ; il est l'une des 17 communes de France qui furent ainsi distinguées.

## Population et société

### Démographie

#### Évolution démographique
L'évolution du nombre d'habitants est connue à travers les recensements de la population effectués dans la commune depuis 1793. Pour les communes de moins de 10 000 habitants, une enquête de recensement portant sur toute la population est réalisée tous les cinq ans, les populations de référence des années intermédiaires étant quant à elles estimées par interpolation ou extrapolation. Pour la commune, le premier recensement exhaustif entrant dans le cadre du nouveau dispositif a été réalisé en 2005.

En 2022, la commune comptait 175 habitants, en évolution de +2,34 % par rapport à 2016 (Lot : +1,31 %, France hors Mayotte : +2,11 %).
| 1793  | 1800 | 1806 | 1821 | 1831  | 1836  | 1841  | 1846  | 1851  |
| ----- | ---- | ---- | ---- | ----- | ----- | ----- | ----- | ----- |
| 1 087 | 910  | 917  | 904  | 1 167 | 1 236 | 1 117 | 1 252 | 1 215 |

| 1856  | 1861  | 1866  | 1872  | 1876  | 1881  | 1886  | 1891  | 1896  |
| ----- | ----- | ----- | ----- | ----- | ----- | ----- | ----- | ----- |
| 1 220 | 1 264 | 1 159 | 1 041 | 1 052 | 1 067 | 1 070 | 1 022 | 1 062 |

| 1901 | 1906 | 1911 | 1921 | 1926 | 1931 | 1936 | 1946 | 1954 |
| ---- | ---- | ---- | ---- | ---- | ---- | ---- | ---- | ---- |
| 910  | 895  | 860  | 749  | 409  | 369  | 351  | 310  | 288  |

| 1962 | 1968 | 1975 | 1982 | 1990 | 1999 | 2005 | 2006 | 2010 |
| ---- | ---- | ---- | ---- | ---- | ---- | ---- | ---- | ---- |
| 291  | 271  | 253  | 214  | 197  | 202  | 202  | 193  | 189  |

| 2015 | 2020 | 2022 | - | - | - | - | - | - |
| ---- | ---- | ---- | - | - | - | - | - | - |
| 174  | 176  | 175  | - | - | - | - | - | - |

#### Pyramide des âges
La population de la commune est relativement âgée.
En 2018, le taux de personnes d'un âge inférieur à 30 ans s'élève à 19,6 %, soit en dessous de la moyenne départementale (26,4 %). À l'inverse, le taux de personnes d'âge supérieur à 60 ans est de 40,2 % la même année, alors qu'il est de 37,6 % au niveau départemental.
En 2018, la commune comptait 88 hommes pour 84 femmes, soit un taux de 51,16 % d'hommes, largement supérieur au taux départemental (48,57 %).
Les pyramides des âges de la commune et du département s'établissent comme suit.
| Hommes | Classe d’âge | Femmes |
| ------ | ------------ | ------ |
| 2,2    | 90 ou +      | 4,6    |
| 4,4    | 75-89 ans    | 12,7   |
| 27,8   | 60-74 ans    | 28,9   |
| 31,1   | 45-59 ans    | 24,2   |
| 13,3   | 30-44 ans    | 11,5   |
| 11,1   | 15-29 ans    | 11,1   |
| 10,0   | 0-14 ans     | 6,9    |

| Hommes | Classe d’âge | Femmes |
| ------ | ------------ | ------ |
| 1,4    | 90 ou +      | 3,1    |
| 11,2   | 75-89 ans    | 13,8   |
| 24,2   | 60-74 ans    | 24,2   |
| 20,8   | 45-59 ans    | 20,5   |
| 15,1   | 30-44 ans    | 14,6   |
| 13     | 15-29 ans    | 11     |
| 14,3   | 0-14 ans     | 12,9   |

## Économie

### Revenus
En 2018, la commune compte 79 ménages fiscaux, regroupant 164 personnes. La médiane du revenu disponible par unité de consommation est de 22 510 € (20 740 € dans le département).

### Emploi
|                | 2008  | 2013  | 2018  |
| -------------- | ----- | ----- | ----- |
| Commune        | 7,8 % | 6,4 % | 8,1 % |
| Département    | 7,3 % | 8,9 % | 9,6 % |
| France entière | 8,3 % | 10 %  | 10 %  |

En 2018, la population âgée de 15 à 64 ans s'élève à 109 personnes, parmi lesquelles on compte 75,3 % d'actifs (67,2 % ayant un emploi et 8,1 % de chômeurs) et 24,7 % d'inactifs,. En  2018, le taux de chômage communal (au sens du recensement) des 15-64 ans est inférieur à celui de la France et département, alors qu'en 2008 il était supérieur à celui du département et inférieur à celui de la France.
La commune est hors attraction des villes,. Elle compte 72 emplois en 2018, contre 70 en 2013 et 54 en 2008. Le nombre d'actifs ayant un emploi résidant dans la commune est de 74, soit un indicateur de concentration d'emploi de 97,2 % et un taux d'activité parmi les 15 ans ou plus de 52,6 %.
Sur ces 74 actifs de 15 ans ou plus ayant un emploi, 24 travaillent dans la commune, soit 33 % des habitants. Pour se rendre au travail, 73,7 % des habitants utilisent un véhicule personnel ou de fonction à quatre roues, 1,3 % les transports en commun, 6,6 % s'y rendent en deux-roues, à vélo ou à pied et 18,4 % n'ont pas besoin de transport (travail au domicile).

### Activités hors agriculture
23 établissements sont implantés  à Terrou au 31 décembre 2019.
Le secteur de l'industrie manufacturière, des industries extractives et autres est prépondérant sur la commune puisqu'il représente 34,8 % du nombre total d'établissements de la commune (8 sur les 23 entreprises implantées  à Terrou), contre 14 % au niveau départemental.

### Agriculture
La commune est dans le Segala », une petite région agricole occupant la frange est du département du Lot. En 2020, l'orientation technico-économique de l'agriculture  sur la commune est l'élevage bovin, orientation mixte lait et viande.
|               | 1988 | 2000 | 2010 | 2020 |
| ------------- | ---- | ---- | ---- | ---- |
| Exploitations | 32   | 23   | 18   | 18   |
| SAU (ha)      | 633  | 602  | 584  | 604  |

Le nombre d'exploitations agricoles en activité et ayant leur siège dans la commune est passé de 32 lors du recensement agricole de 1988  à 23 en 2000 puis à 18 en 2010 et enfin à 18 en 2020, soit une baisse de 44 % en 32 ans. Le même mouvement est observé à l'échelle du département qui a perdu pendant cette période 60 % de ses exploitations,. La surface agricole utilisée sur la commune a également diminué, passant de 633 ha en 1988 à 604 ha en 2020. Parallèlement la surface agricole utilisée moyenne par exploitation a augmenté, passant de 20 à 34 ha.

## Culture locale et patrimoine

### Lieux et monuments
- Château de Saint-Thamar, à l'ouest du bourg (XVe au XVIIIe siècle).  Inscrit MH (arrêté du 17 juin 1975)[40] : façades et toitures.
- Église Saint-Pierre-ès-Liens.
- Nécropole du haut Moyen Âge au Pasquié, au bord de la route Prés de la rivière, fouillé de 1984 à 1986 par R. Mounier[41].

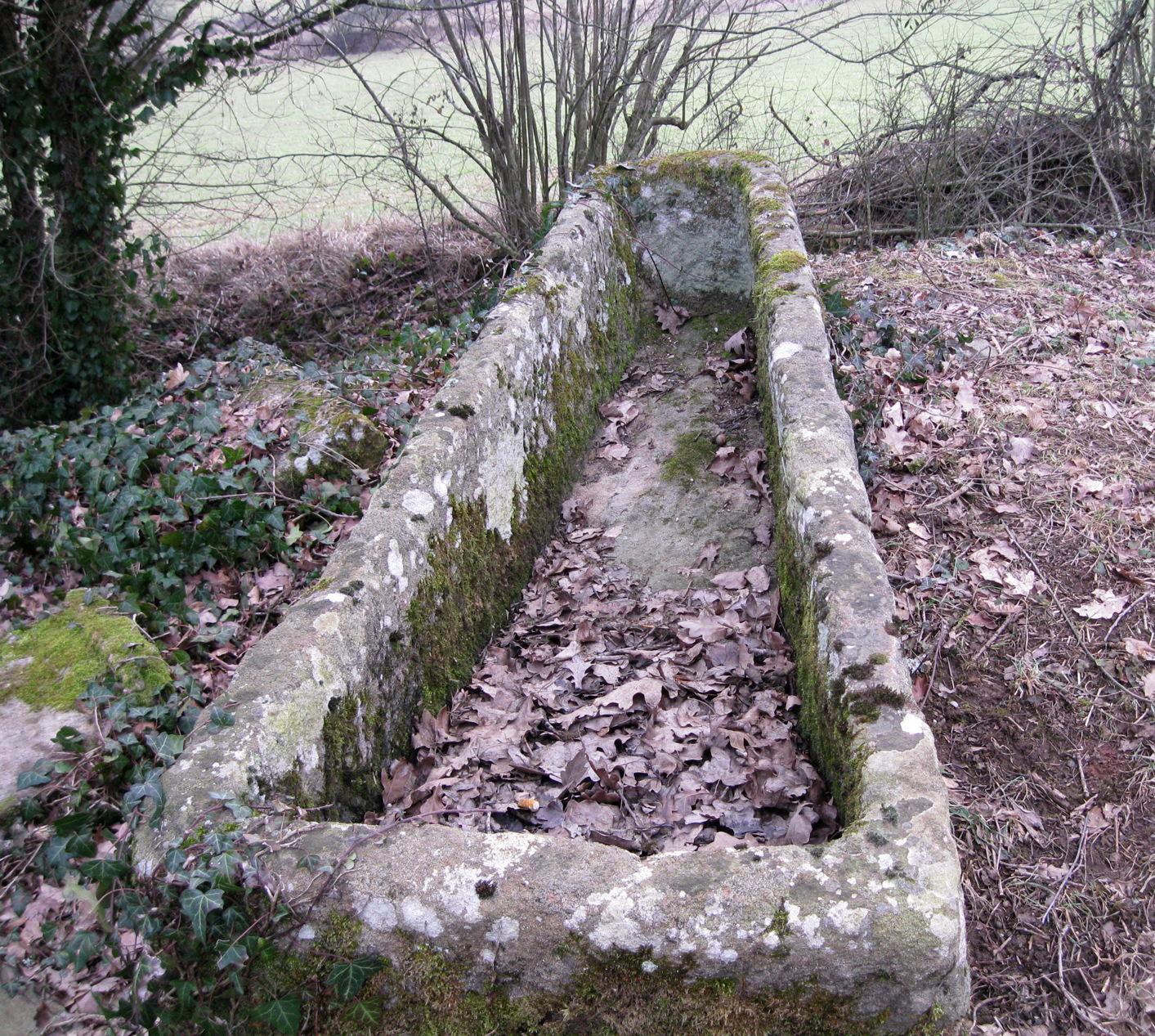
Un des sarcophages du Pasquié.
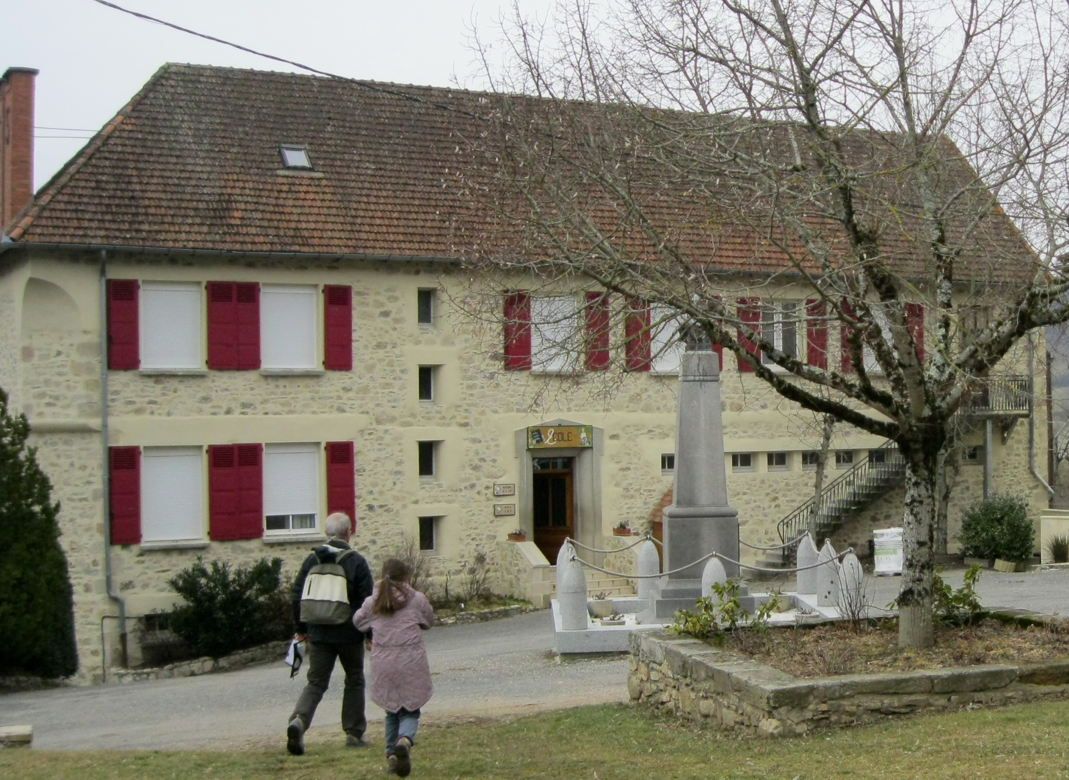
L'école primaire de Terrou.
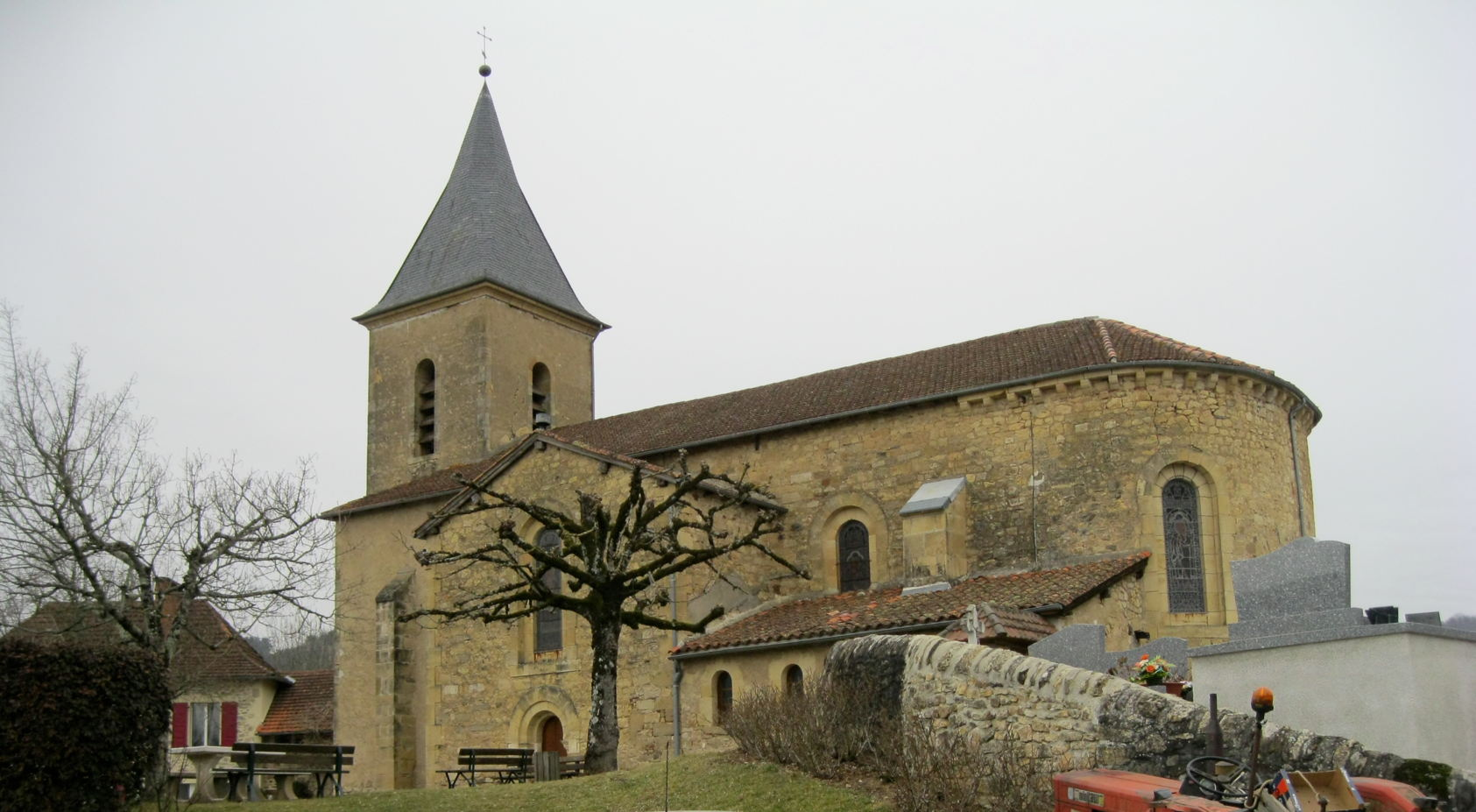
L'église de Terrou.

### Personnalités liées à la commune
- Roger Lecherbonier, instituteur à Terrou, résistant[42].